# 利馬特河
利馬特河(Limmat)是瑞士境內的一條河流。

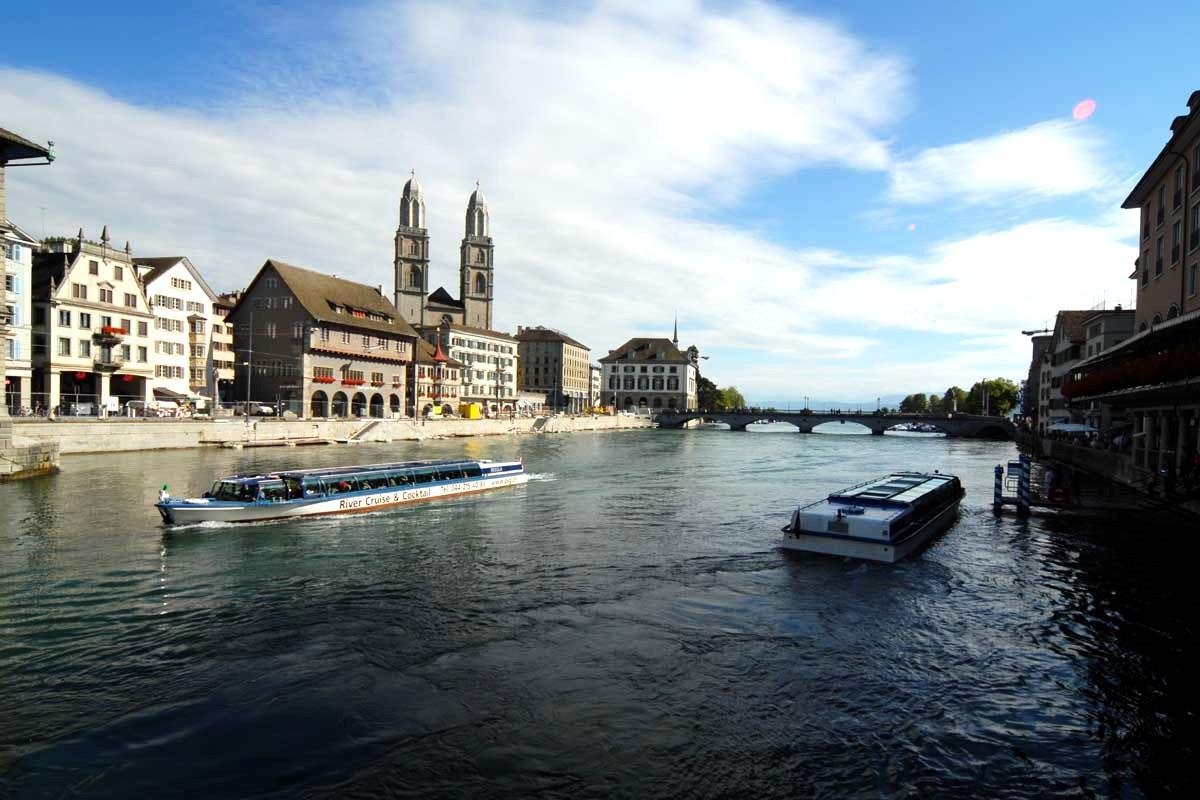
流經蘇黎世市中心的一段利馬特河，左邊的尖塔是Fraumünster，右邊的雙塔建築是Grossmünster

利馬特河從苏黎世湖北端引出，然後流經蘇黎世市中心，再向西北方流35公里，最後注入阿勒河（Aare），利馬特河口位於小鎮Brugg的北面，離羅伊斯河(Reuss)河口不遠處。 
利馬特河(Limmat)的名字起源於舊有蘇黎世湖的兩條支流連特河(Linth)和馬克河(Maag)，該兩條河道在十九世紀初進行過治理工程，合併為現在的利馬特河。
利馬特河主要的支流有西爾河(Sihl)及雷比舒河(Reppisch)。利馬特河流經的主要城鎮除了蘇黎世之外，還有Dietikon、Wettingen及Baden等市鎮。
利馬特河像其他瑞士境內的河流一樣被善用作水力發電，雖然只有35公里長，但已建了十多座水力發電站。

## 參看
- 蘇黎世
- 苏黎世湖